# В тылу врага 2: Лис пустыни
В тылу врага 2: Лис пустыни  (англ. Men of War в западном издании) — компьютерная игра в жанре стратегии в реальном времени, независимое дополнение к игре В тылу врага 2, разработанное компанией Best Way и изданное компанией 1C 20 февраля 2009 года. В ней также присутствуют миссии из дополнения В тылу врага 2: Братья по оружию (русская ветка).

## Сюжет

### Немецкая кампания (Пылающие земли)
События разворачиваются в начале Второй мировой войны. Итальянская армия пытается захватить Северную Африку, но терпит череду неудачных сражений. Фашистский диктатор Муссолини вынужден обратиться за помощью к соратнику по идеям Гитлеру. Нацистская армия набирает мощь, особенно после присоединения к войскам Африканского корпуса. Гюнтер Борг — офицер ВДВ Люфтваффе участвует в самых главных её сражениях.
1. Операция «Меркурий» (Крит, Греция, 20 мая 1941 года) — В этой миссии игроку предстоит поучаствовать в первом эшелоне десанта на Крит во время 1941 года. Вначале ему нужно побороть сопротивление англичан вблизи побережья и ликвидировать их зенитные орудия, а позже — пробиться к взлётной полосе, захватить и удержать её, чтобы самолёты люфтваффе могли приземляться.
2. Раскалённые пески (Пустыня Ливии, 23 ноября 1941 года) — После успешного проведения десантной операции Гюнтер Борг получил 3 недели отпуска, после которых он был назначен сопровождающим Людвига Крювеля и отправился в Немецкий Африканский корпус. Тем временем сам корпус под командованием Эрвина Роммеля осаждает Тобрук. К английской 8-й армии приходят подкрепления, и 18 ноября 1941 года она переходит в наступление. В данной миссии игроку предстоит удержать англичан в районе высот и не допустить их к речной пойме (на открытой местности они раздавят немецкие войска численным перевесом). Позднее немцам приходится отступить к пойме (в реальной истории они сделали это из-за недостатка снабжения) и удерживать противника уже там. Но есть проблема: новозеландцы атаковали войска Роммеля, теперь они прибудут через некоторое время, и поэтому приходится удерживать англичан до прихода танков Роммеля. В итоге танки Роммеля подошли вовремя, и войска Каннингема были разбиты.
3. Крепость в пустыне (Тобрук, Ливия, 20 июня 1942 года) — После битвы при Газале Африканский корпус начинает новое наступление на восток и 29 июня 1942 года его передовые части вплотную подходят к Тобруку. Игроку предстоит побороть сопротивление окопавшихся в жилых кварталах англичан и пробиться к бухте, затем затопить несколько английских грузовых барж, захватить укреплённый форпост англичан, а после — найдя подкоп, прорваться в главную крепость, где ему надо будет захватить и удерживать английскую топливную базу, не допуская её взрыва.
4. На пути к Тунису (Дорога в Эль-Газалу, Ливия, 14 ноября 1942 года) — После второй битвы при Эль-Аламейне Африканский корпус начинает отступление к Триполитании и Тунису, но их постоянно преследует 8-я армия англичан. В этой миссии игроку нужно провести одну из колонн африканского корпуса через две дороги — одна проходит через селение (которое игроку надо будет захватить и удержать от атаки англо-американских войск), а другая — через разрушенное селение. Вся сложность миссии состоит в том, что англичане превосходят немцев в технике и живой силе и владеют стратегической инициативой, а потому немцам приходится очень оперативно отбивать их атаки.
5. Последний бой Борга (Бухта Ла-Гулет, Тунис, 27 апреля 1943 года) — После прорыва англо-американскими войсками в марте 1943 года линии Марета немецкие войска оказываются зажатыми в треугольнике Тунис-Бизерта-Бон. Немецкому командованию становится ясно, что удержать плацдарм в Африке невозможно, и начинается эвакуация в Италию командования корпуса и штабных архивов. Меж тем англичане и американцы вплотную подходят к Тунису и готовятся к решающему штурму. Задержать их у бухты Ла Гулет до окончания эвакуации — это и есть основная задача миссии.

### Кампания за союзников (Охота на лиса)
1. Арсенал (Алжир, Северная Африка, 8 ноября 1942 года) — начало операции «Факел». Капрал Робинсон, Терри Палмер и двое других бойцов тайком проникают в Алжир, где вначале встречаются со связным и узнают о положении в городе, а затем захватывают городской арсенал, дожидаются прибытия сил Сопротивления, которое «грабит» арсенал, затем американцы вместе с французами выезжают из города.
2. Перемирие (Алжир, Северная Африка, 8 ноября 1942 года) — чтобы прекратить борьбу с вишистскими войсками в Алжире, командование союзников решает начать переговоры с их командующим, адмиралом Дарланом, но он не соглашается на переговоры. В итоге той же группе даётся задание: захватить резиденцию адмирала (сам он должен остаться в живых) и защитить её от немецких контрударов, пока в резиденцию не прибудет посол и не будет достигнута договорённость. Для более легкого прохождения миссии с предыдущей миссии можно припасти зенитную пушку калибром 20 мм.
3. Навстречу врагу (Тунис, 21 ноября 1942 года) — здесь игроку предстоит командовать американскими силами, которые должны захватить городок недалеко от полевого аэродрома (во время штурма идёт буря, заглушающая звуки выстрелов), затем проникнуть на аэродром в немецком грузовике и устроить там диверсию, после чего американские войска, занявшие городок, начинают штурм аэродрома.
4. Катастрофа в Тунисе (Сбейтла, Тунис, 18 февраля 1943 года)  — узнав о планах Роммеля атаковать союзников у Кассеринского перевала в тыл, американцы решают направить к перевалу мобильную группу из четырёх человек на автомобиле «Додж» с бронёй, не пробиваемой обычными пулями. Поскольку американцев и англичан с французами разделяют немецкие позиции, то группа должна прорываться прямо через немецкие позиции, устраняя все неполадки и ликвидируя ловушки.
5. Перелом (Сбиба, Тунис, 18 февраля 1943 года) — Американцы прибывают к месту назначения (военная база англичан) и докладывают о немецком наступлении на базу. Игроку предстоит с небольшим отрядом солдат и большим количеством бронетехники выдержать все немецкие атаки (среди атакующих танков есть танк Тигр), дождаться подкрепления основных сил дивизии и уничтожить остатки немецкой дивизии, занявшие оборону недалеко от базы.

## Отзывы
| Сводный рейтинг | Сводный рейтинг |
| Агрегатор       | Оценка          |
| --------------- | --------------- |
| GameRankings    | 79,18 %         |